# وروتسواف
وروتسواف، آلمانی: Breslau [ˈbʁɛslaʊ] ()) شهری در جنوب غربی لهستان و بزرگ‌ترین شهر در منطقه تاریخی سیلزی است. این شهر در دوره‌هایی بخشی از امپراتوری آلمان و امپراتوری اتریش بوده‌است. جمعیت آن در سال ۲۰۲۲ طبق آمار رسمی ۶۷۳ هزار نفر است که آن را به سومین شهر پرجمعیت لهستان بدل می‌کند.
 دانشگاه  وروتسواف که جزو قدیمی‌ترین دانشگاه‌های اروپا محسوب می‌شود در این شهر قرار دارد.

## تاریخ

### جنگ جهانی دوم
اواخر جنگ جهانی دوم وروتسواف به عنوان یکی از دژهای دفاعی رایش سوم اعلام شد که نیروهای آلمانی می‌بایست به هر قیمتی و «تا آخرین قطره خون» از آن دفاع می‌کردند. قوای ارتش سرخ شوروی روز ۱۹ ژانویه سال ۱۹۴۵ به مرز سیلزی رسیدند. روز بعد حدود ۷۰۰ هزار نفر از ساکنان آلمانی شهر، عموما زنان و کودکان، با مجوز گاولایتر، شروع به تخلیه وروتسواف و راهپیمایی، در شرایط سخت زمستانی، به سمت غرب آلمان کردند. شهر از روز ۱۶ فوریه کاملا به محاصره نیروهای شوروی درآمد. مدافعان در نهایت روز ۶ مه تسلیم شدند و وروتسواف سقوط کرد. در این زمان وضعیت پدید آمده درون شهر به اندازه‌ای وخیم بود که به «بدترین شهر در آلمان» توصیف شده است. سربازان ارتش سرخ زنان را مورد تجاوز قرار دادند و خرابه‌های باقی‌مانده از شهر را به آتش کشیدند و غارت کردند. دو روز دیگر جنگ در اروپا به پایان رسید.

## نگارخانه

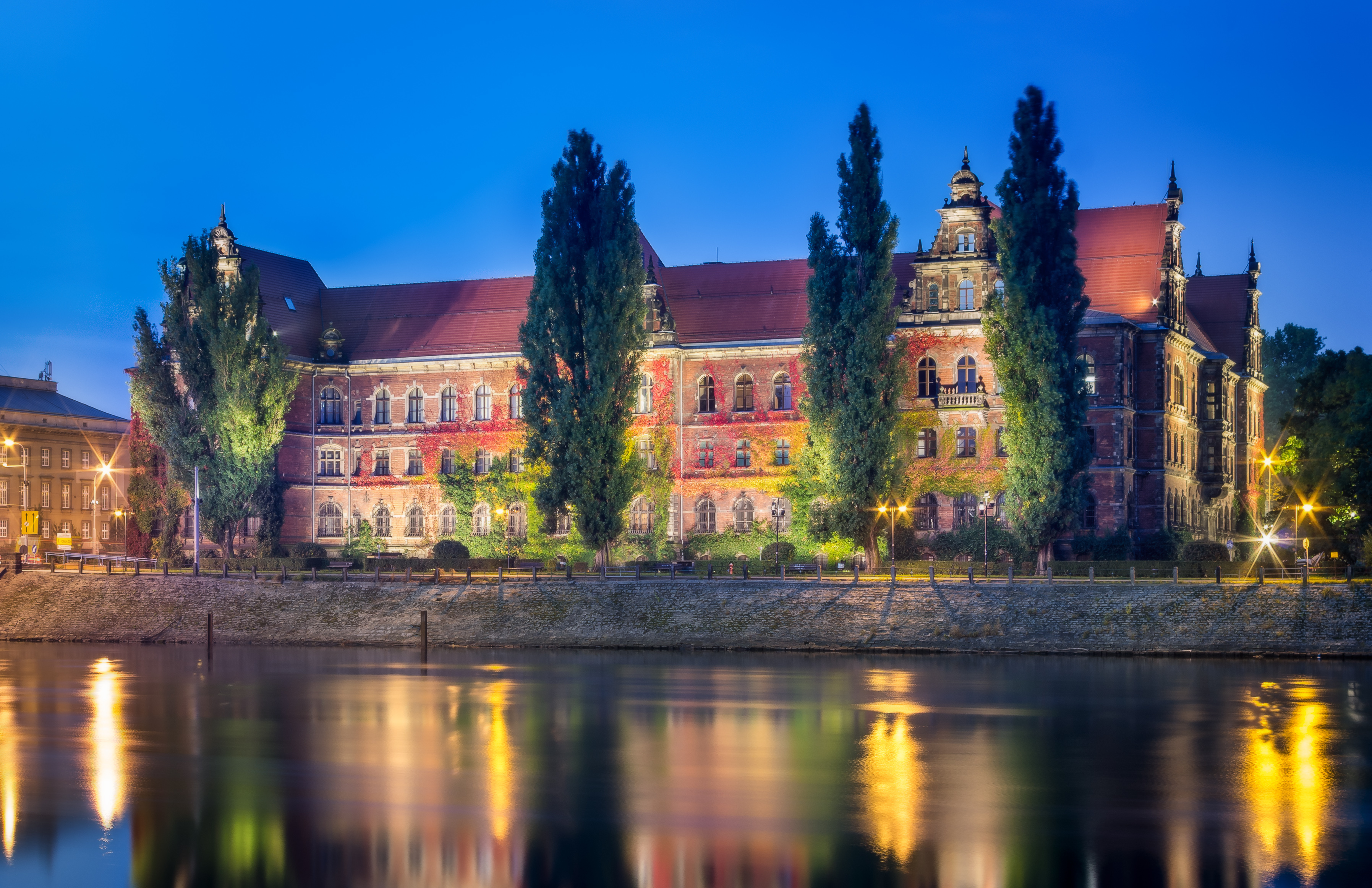
موزه ملی وروتسواو
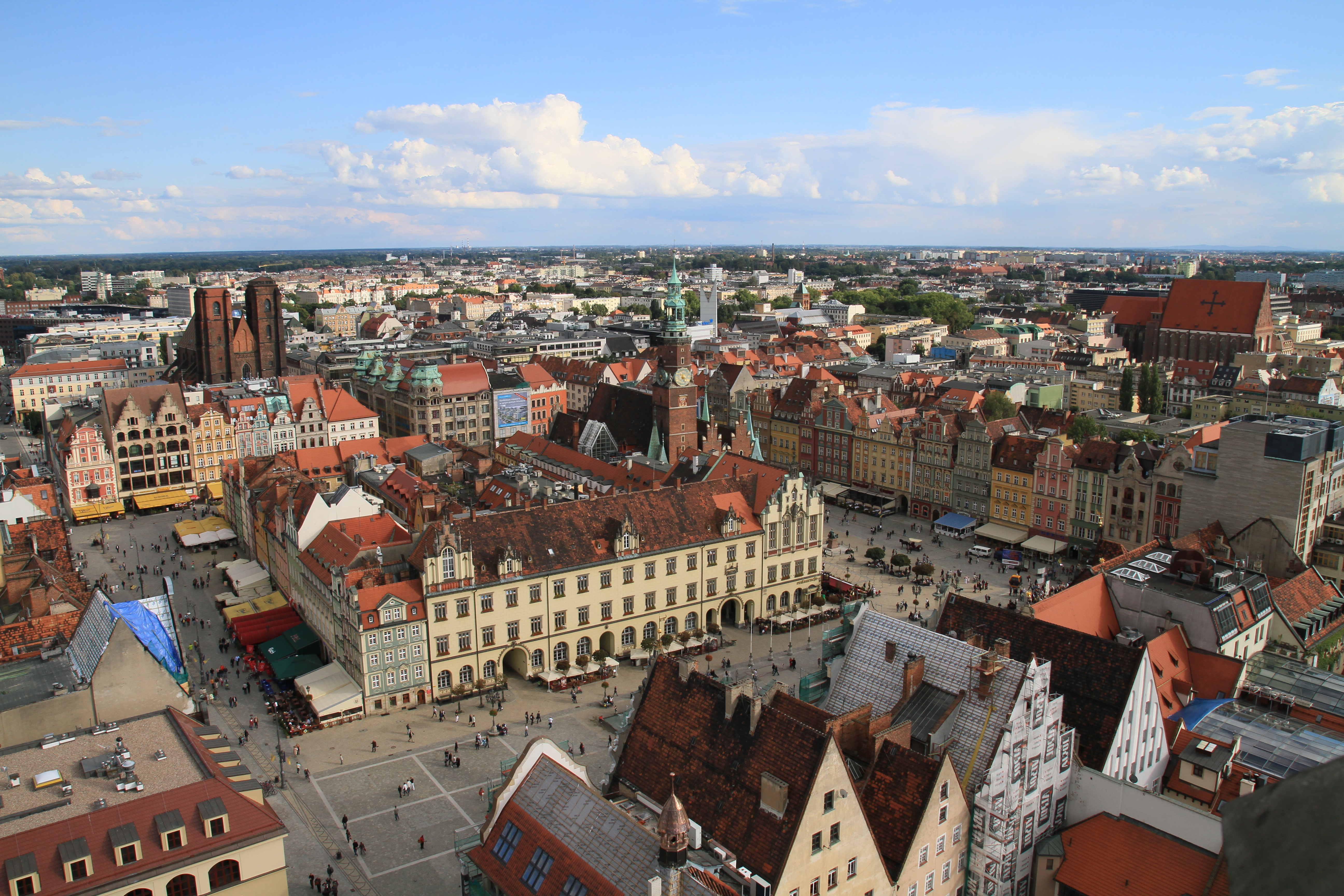
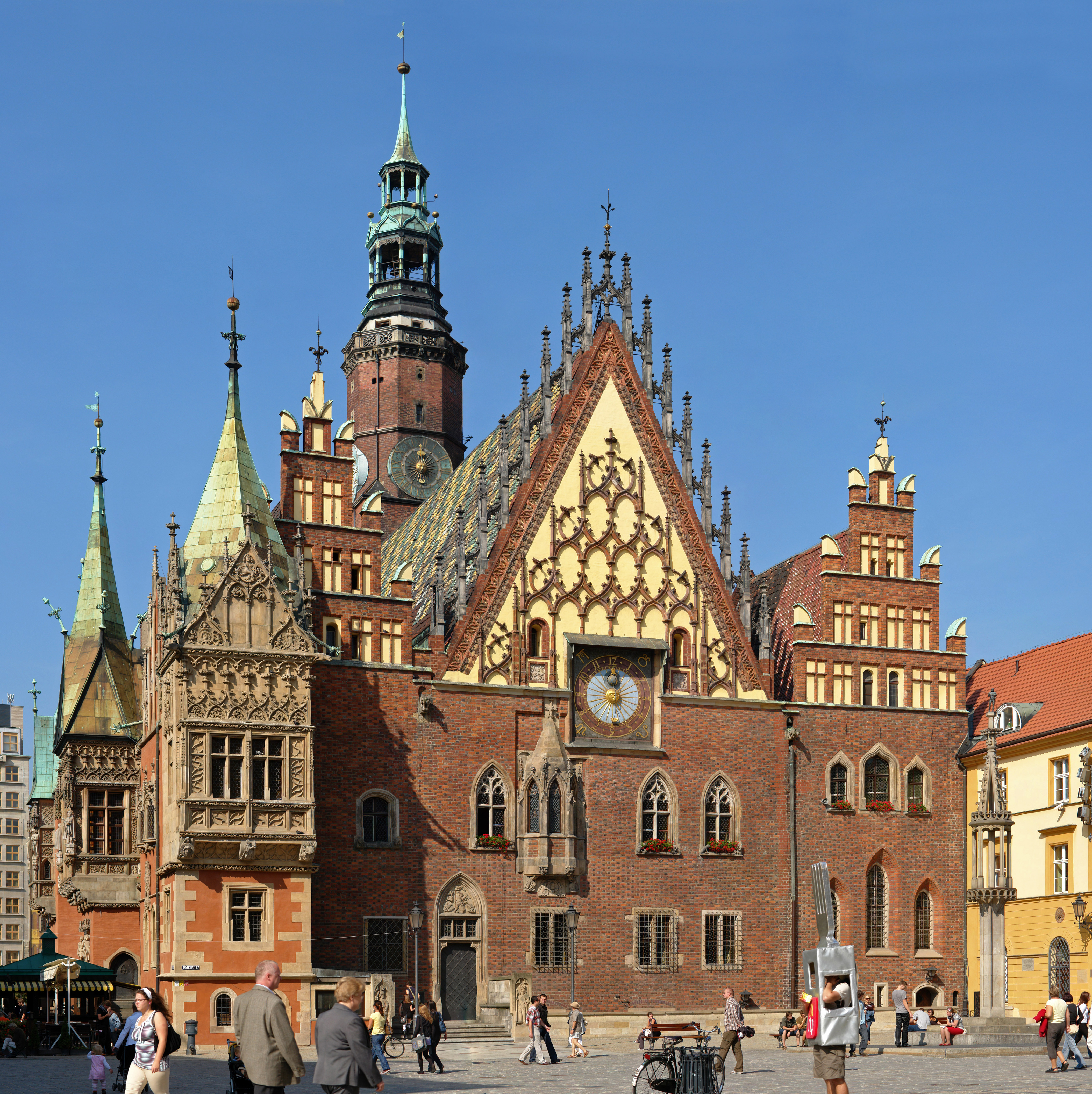
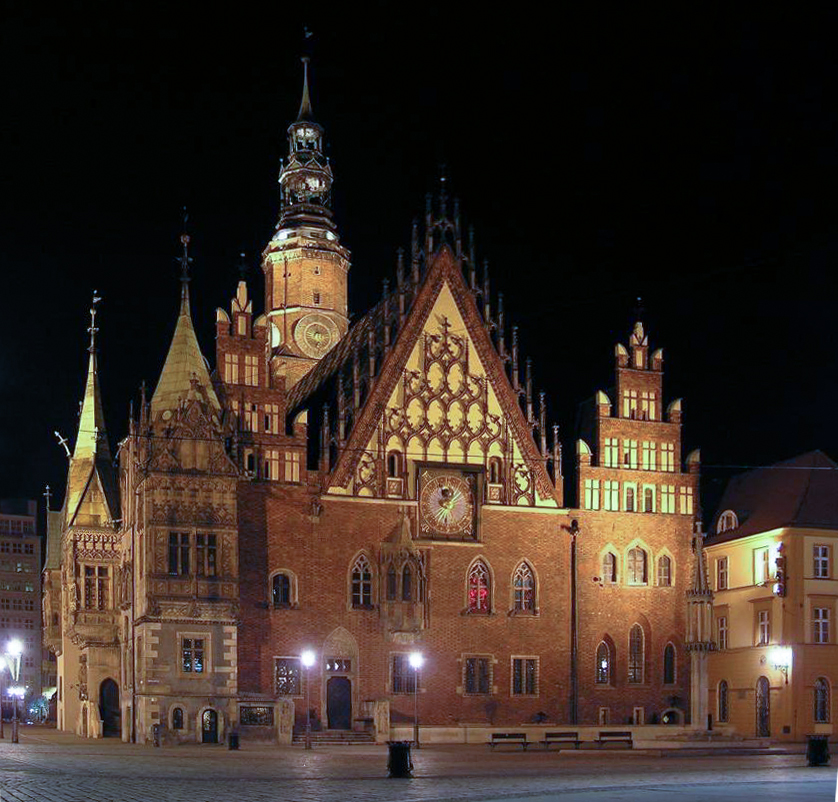
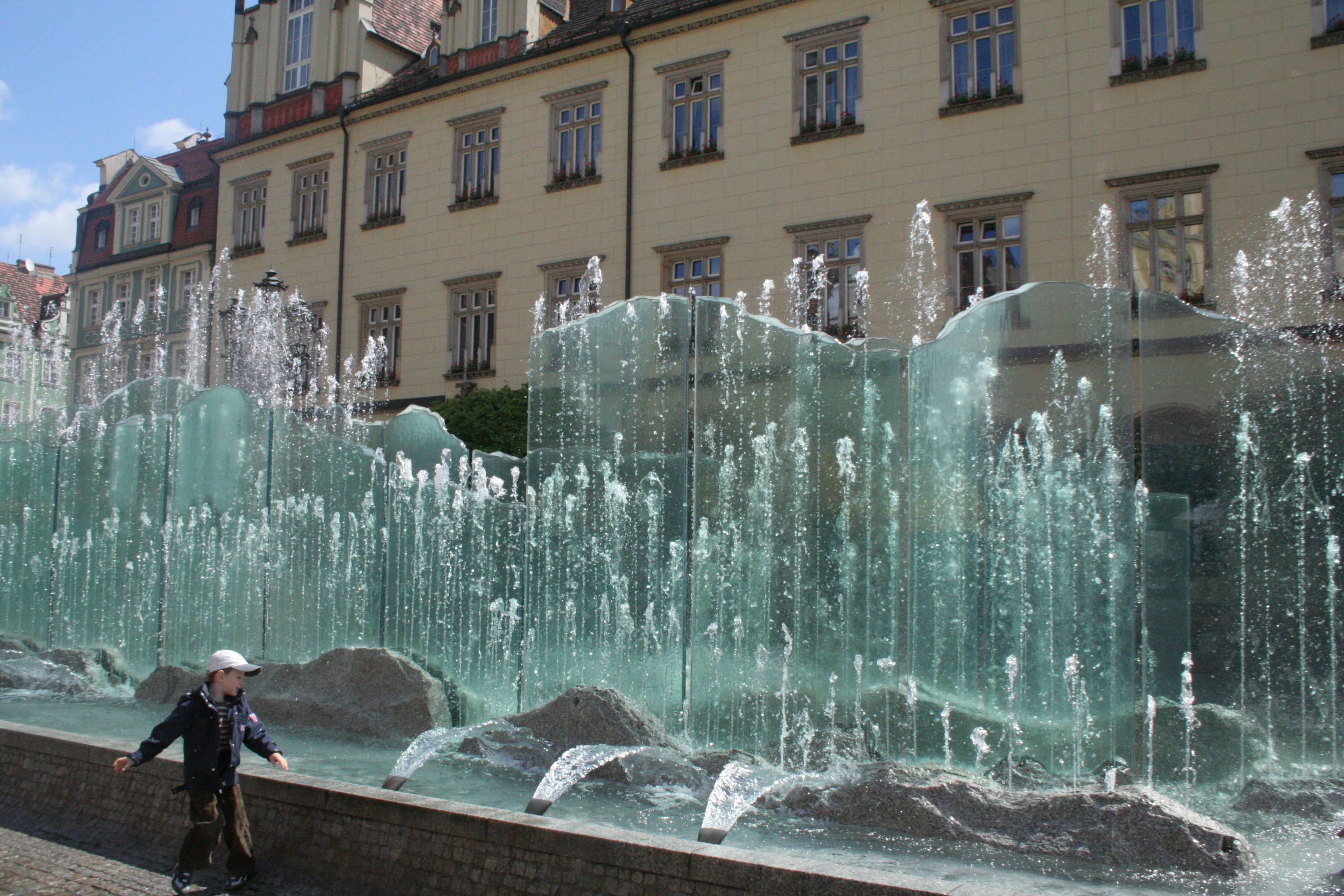
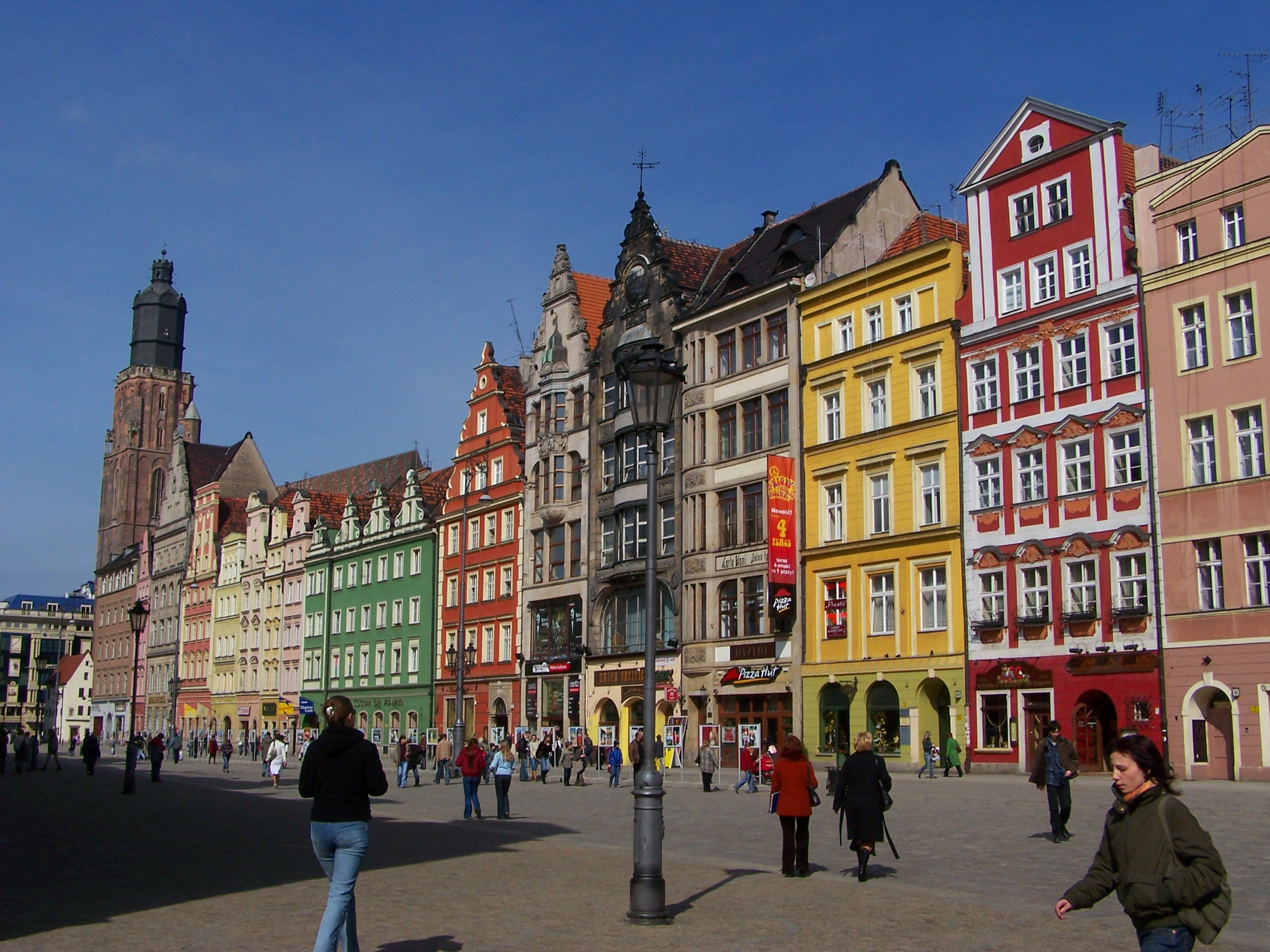
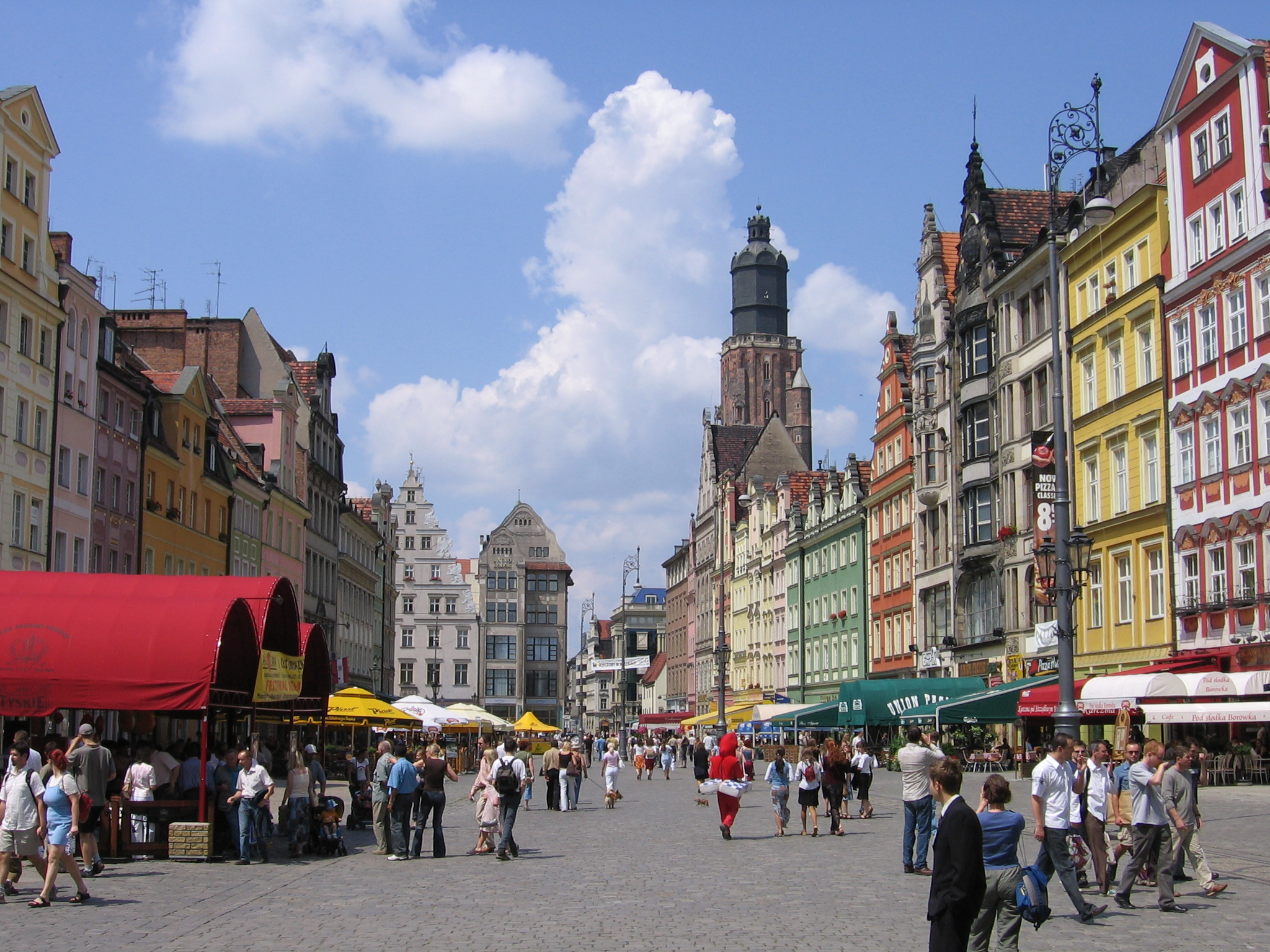
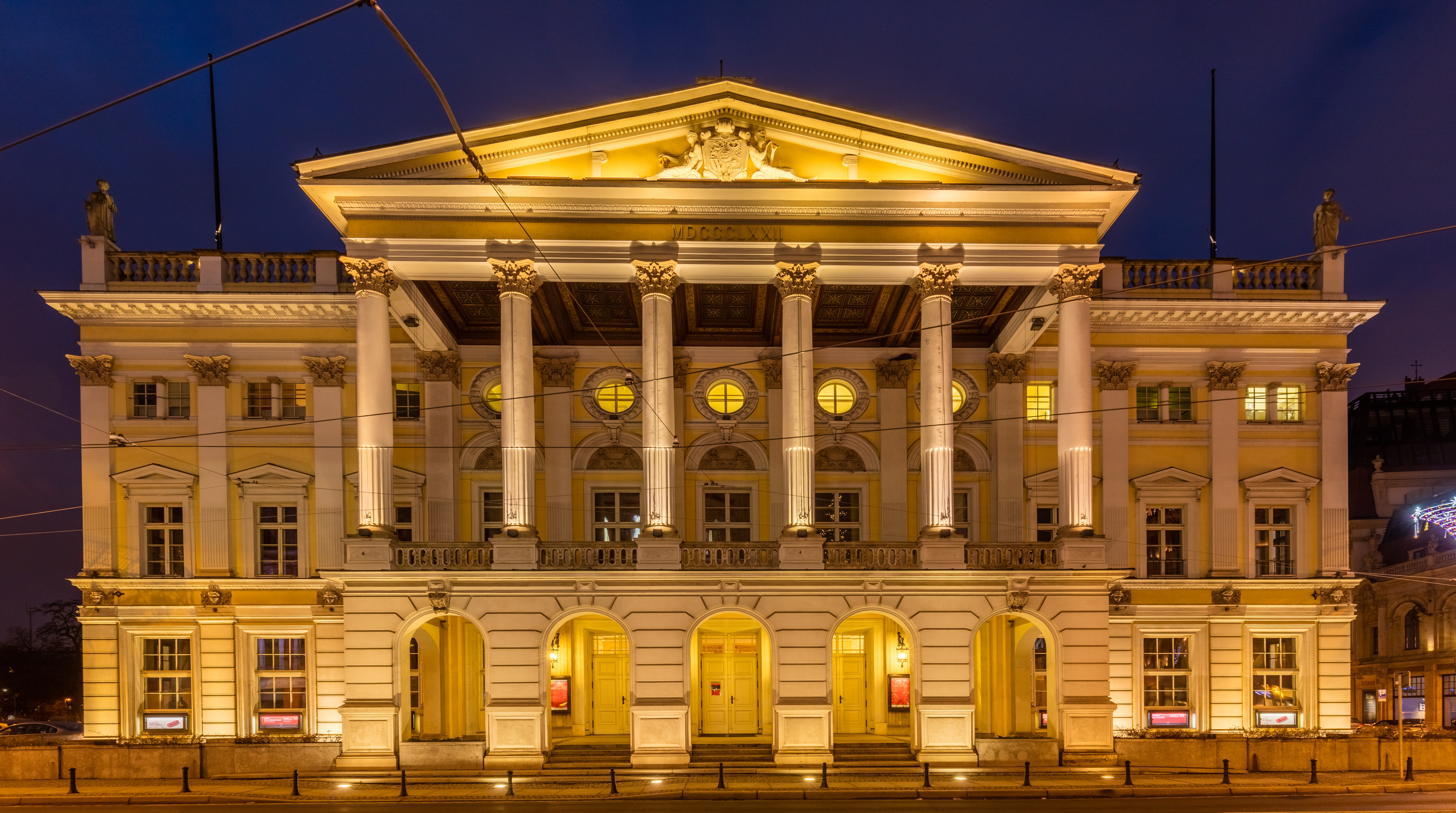
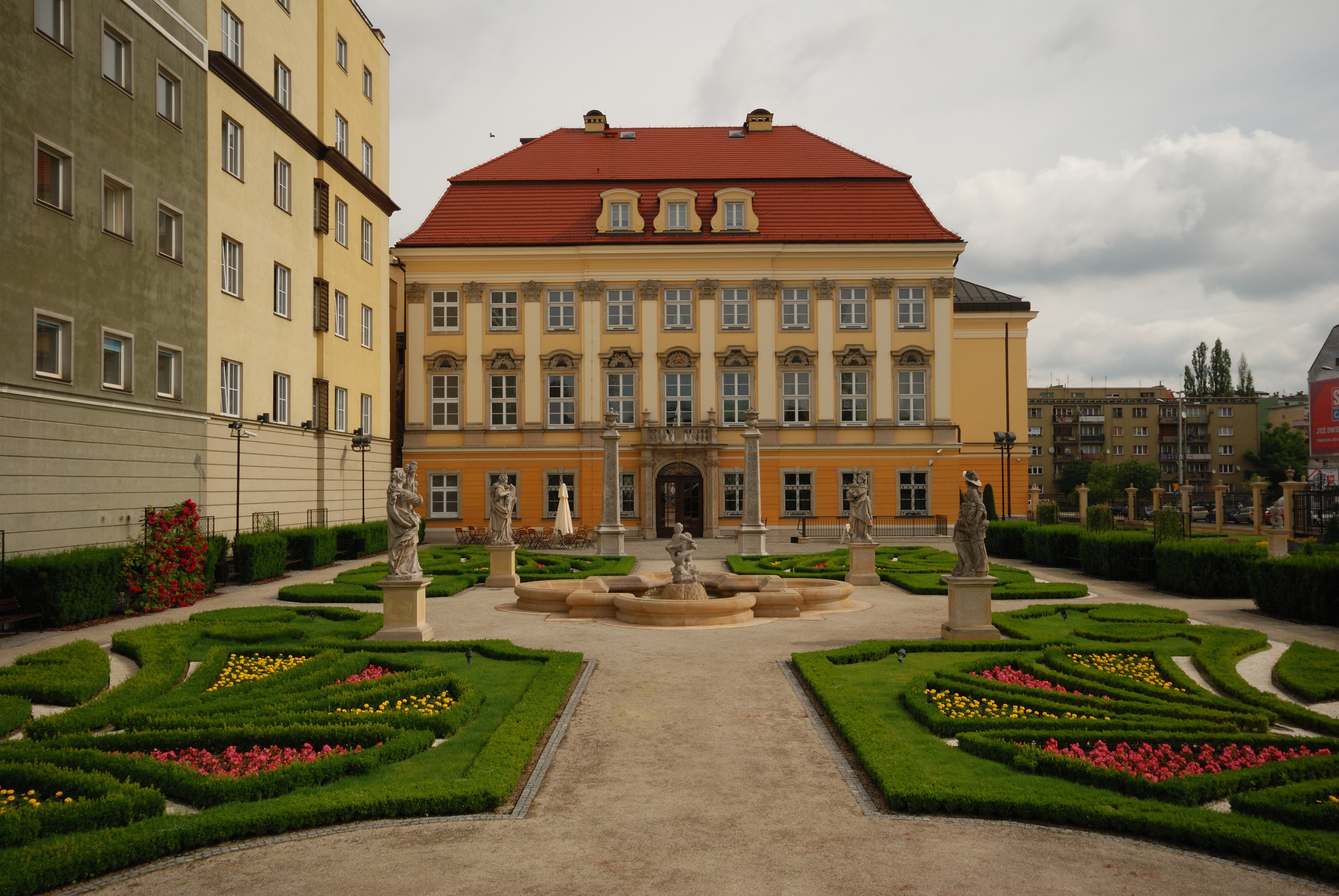
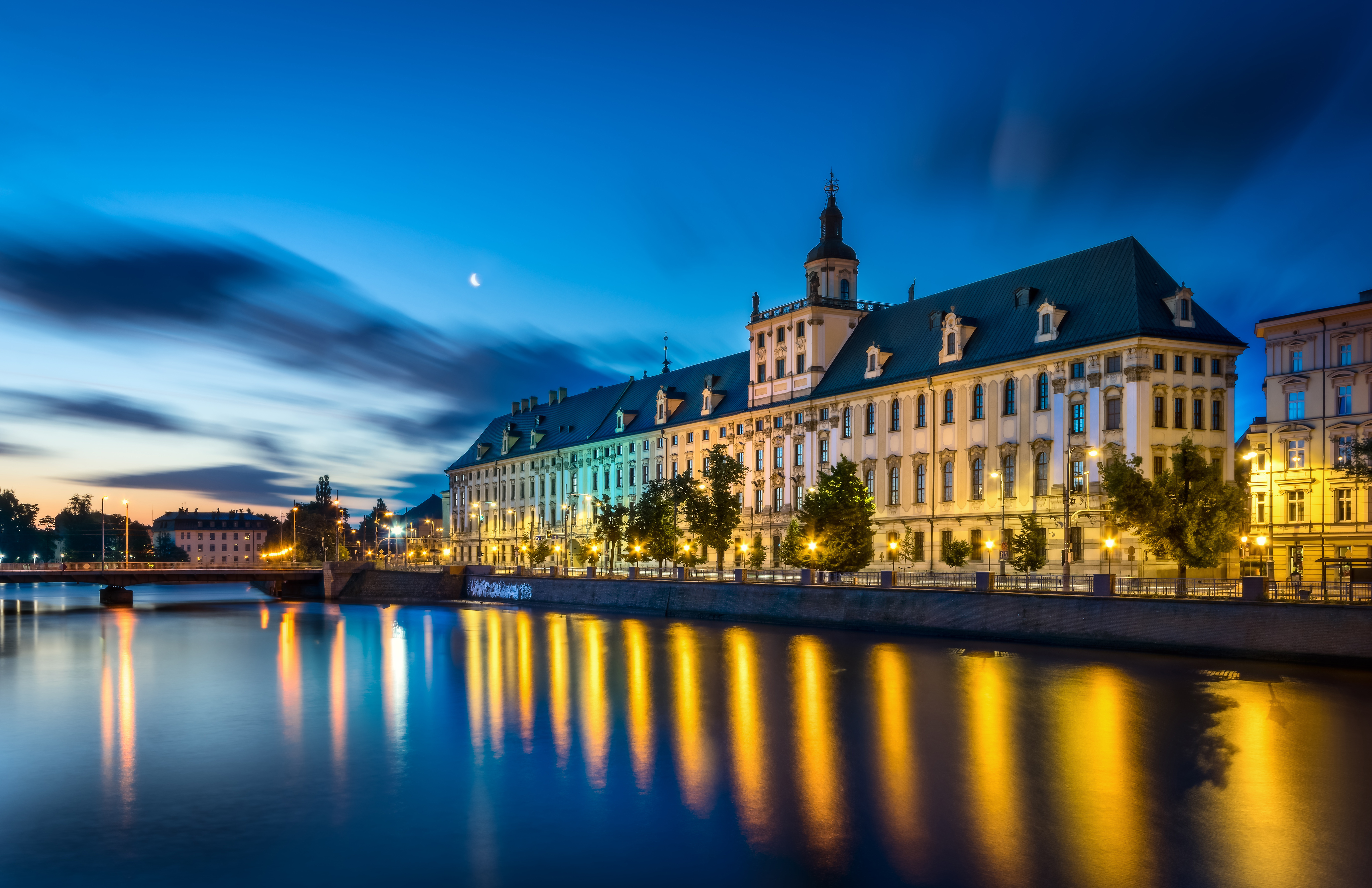
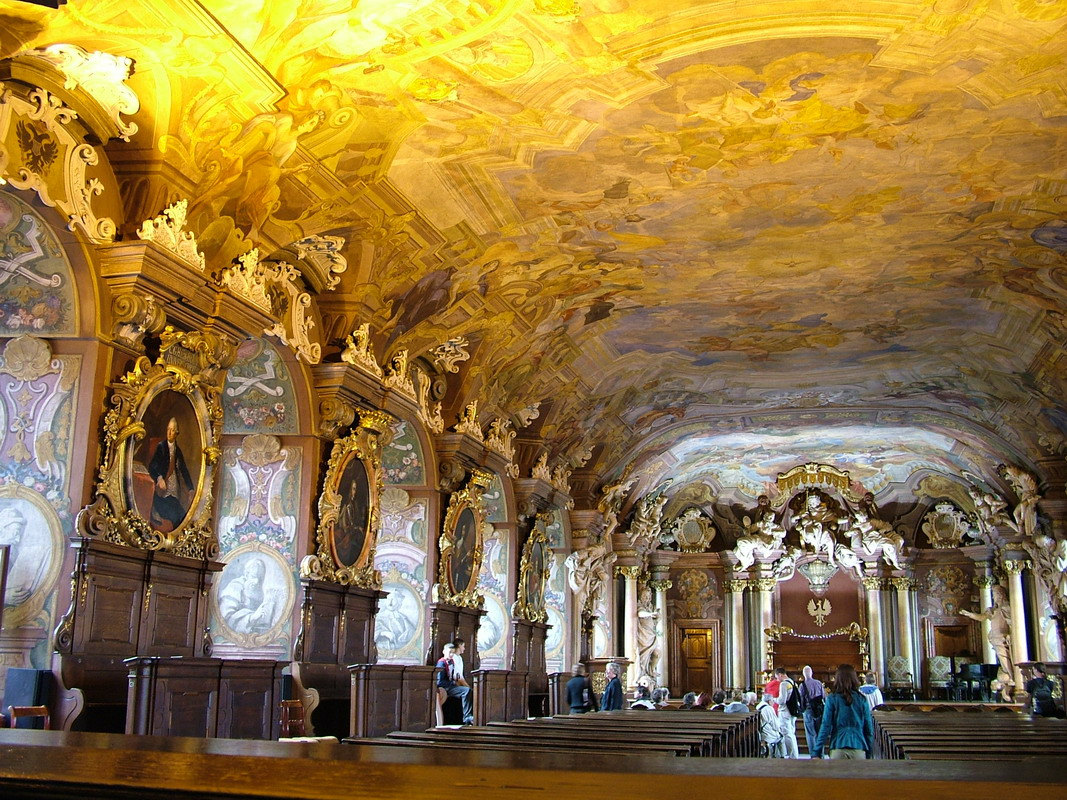
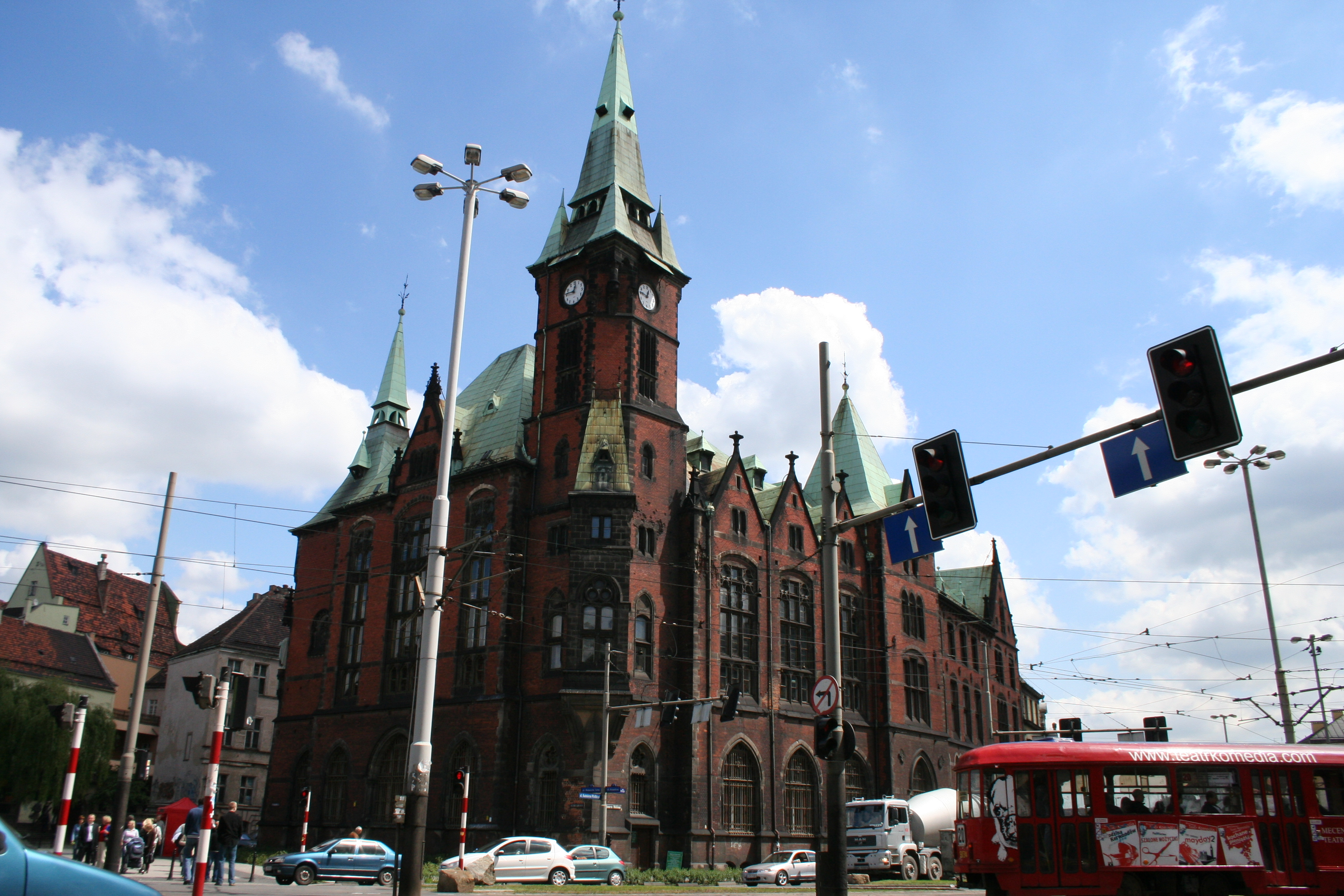
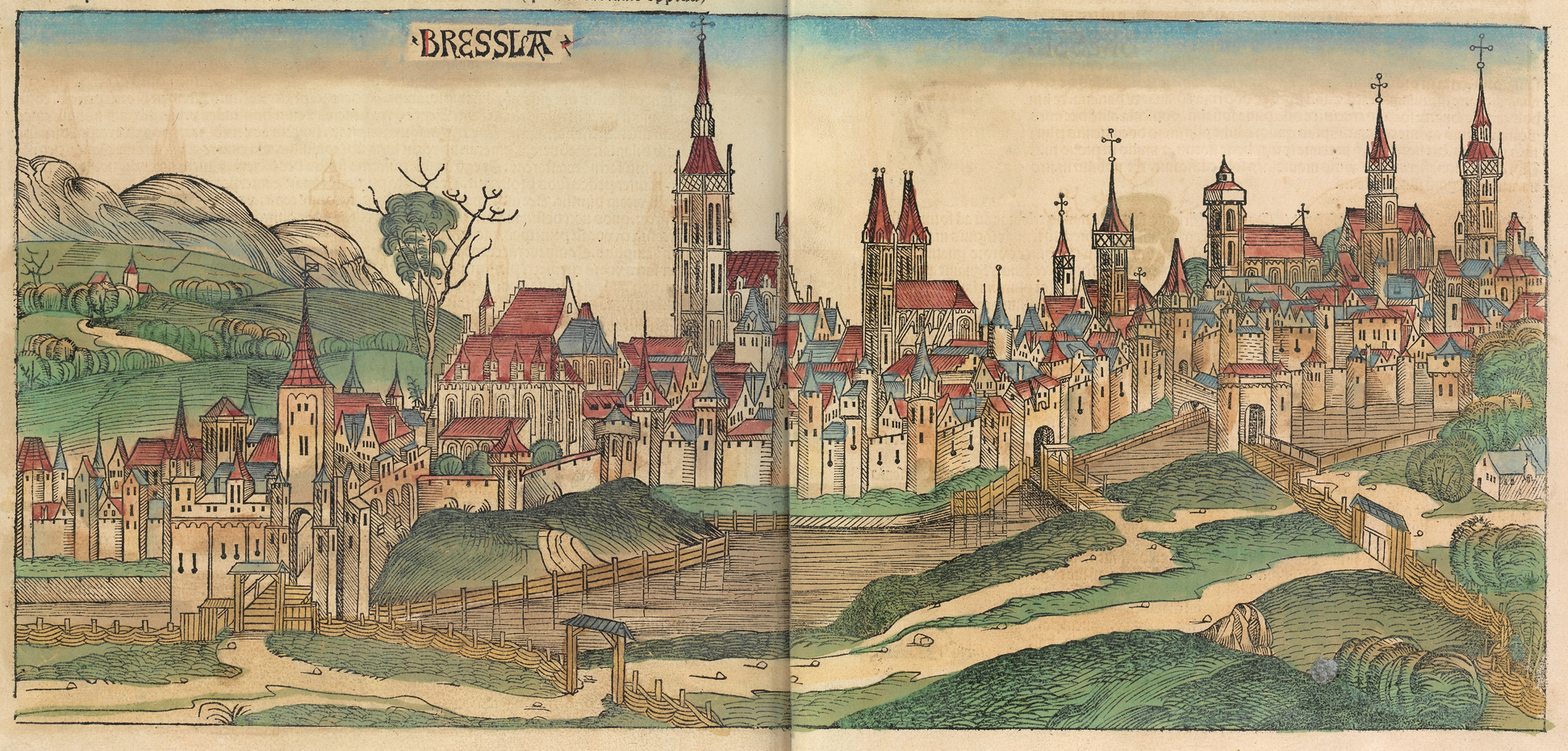
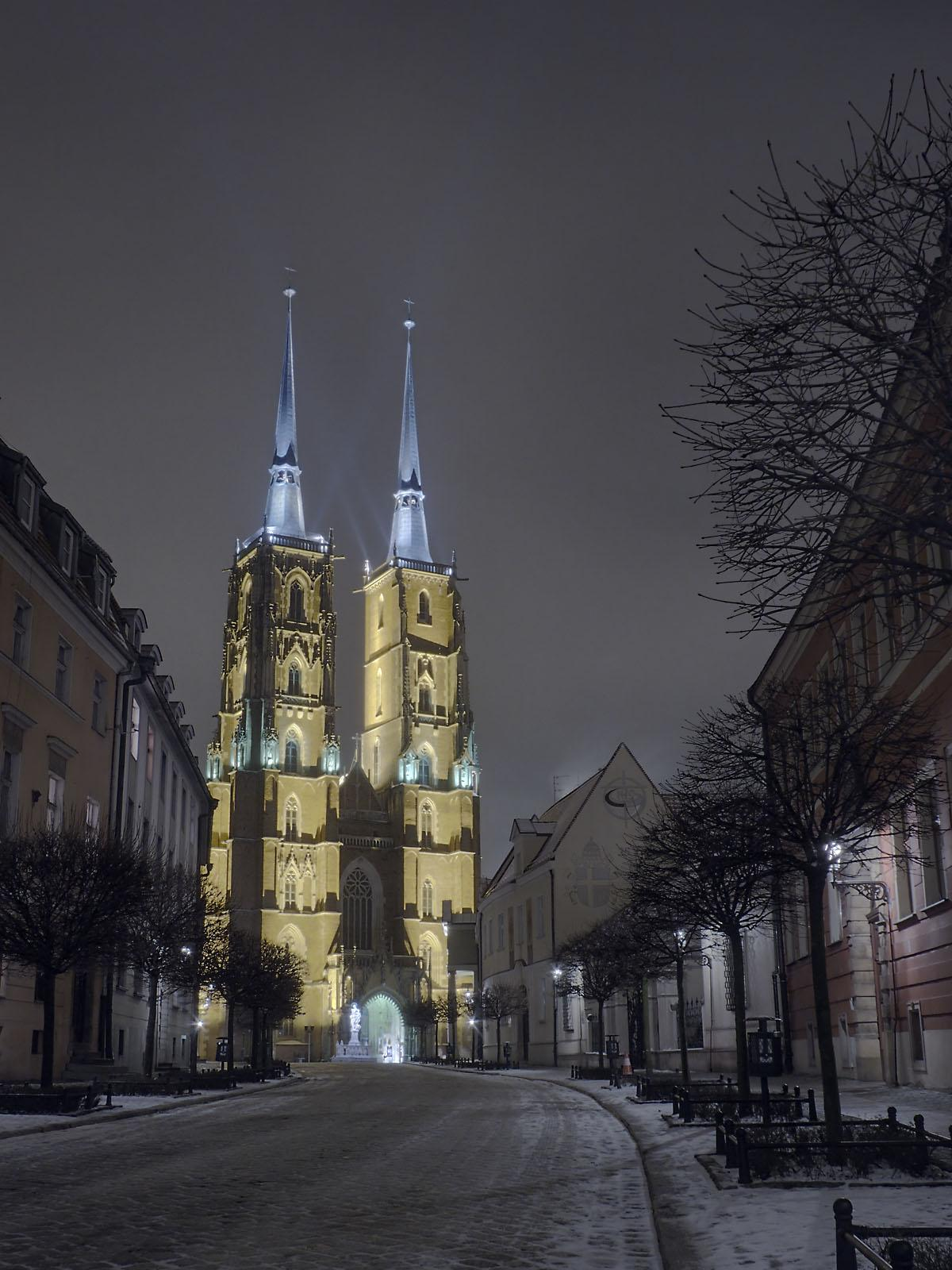
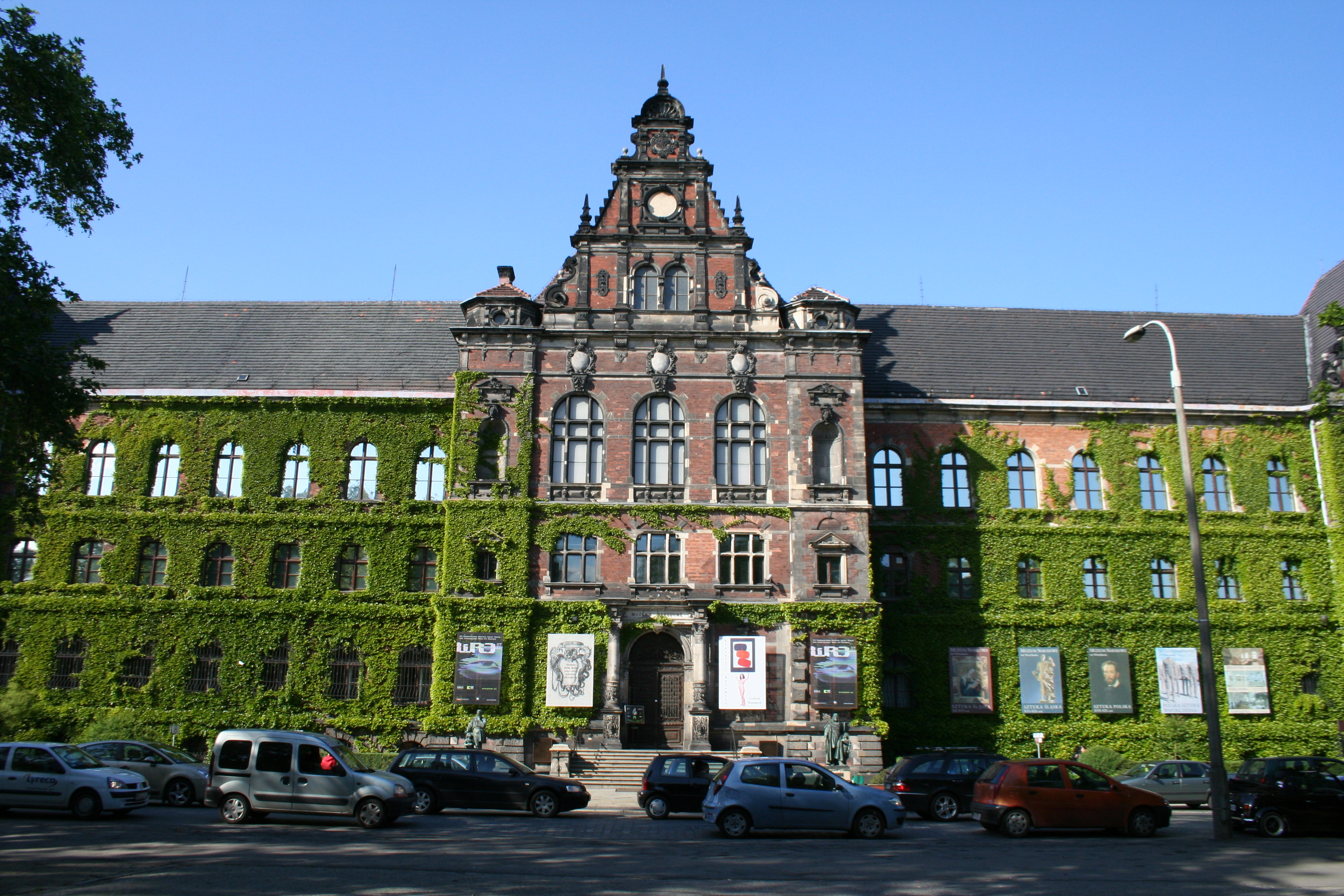
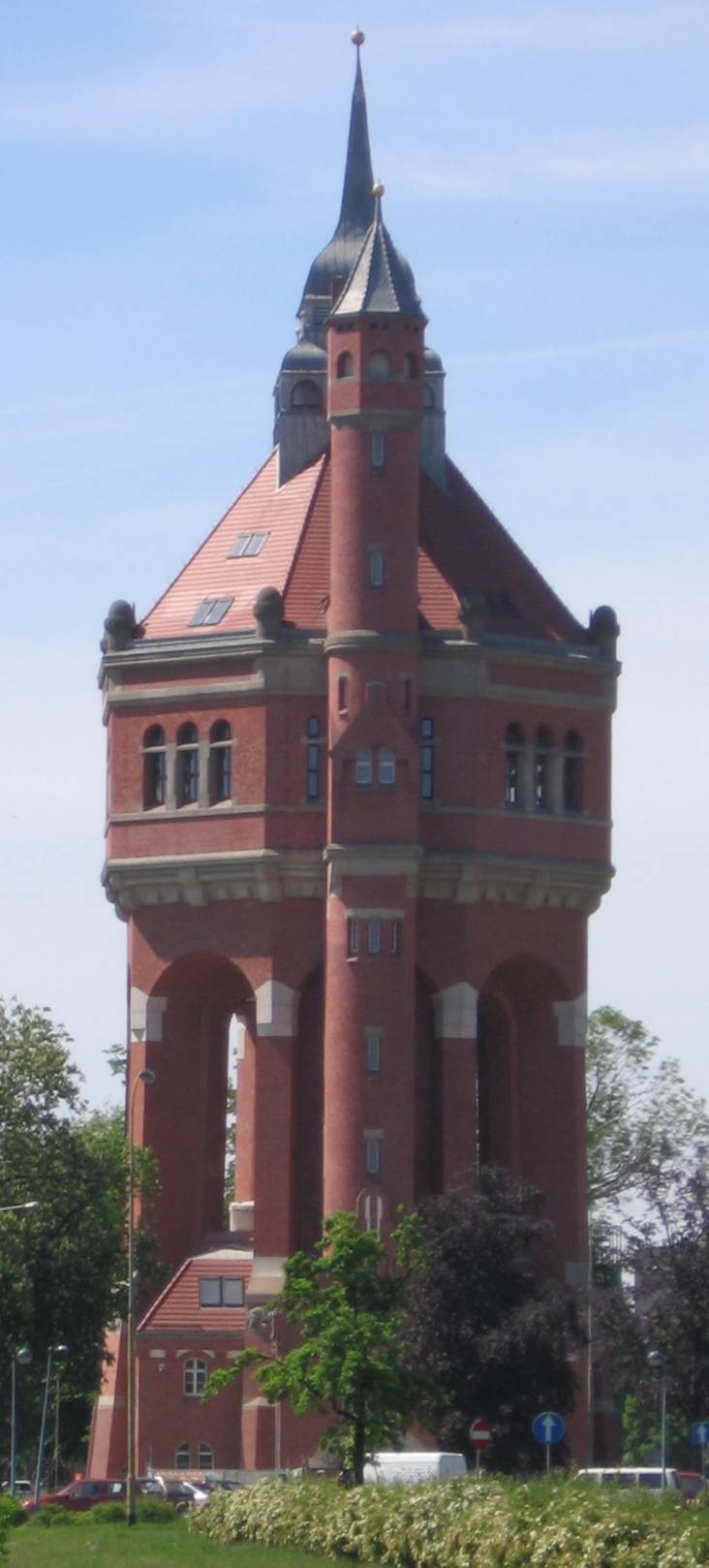
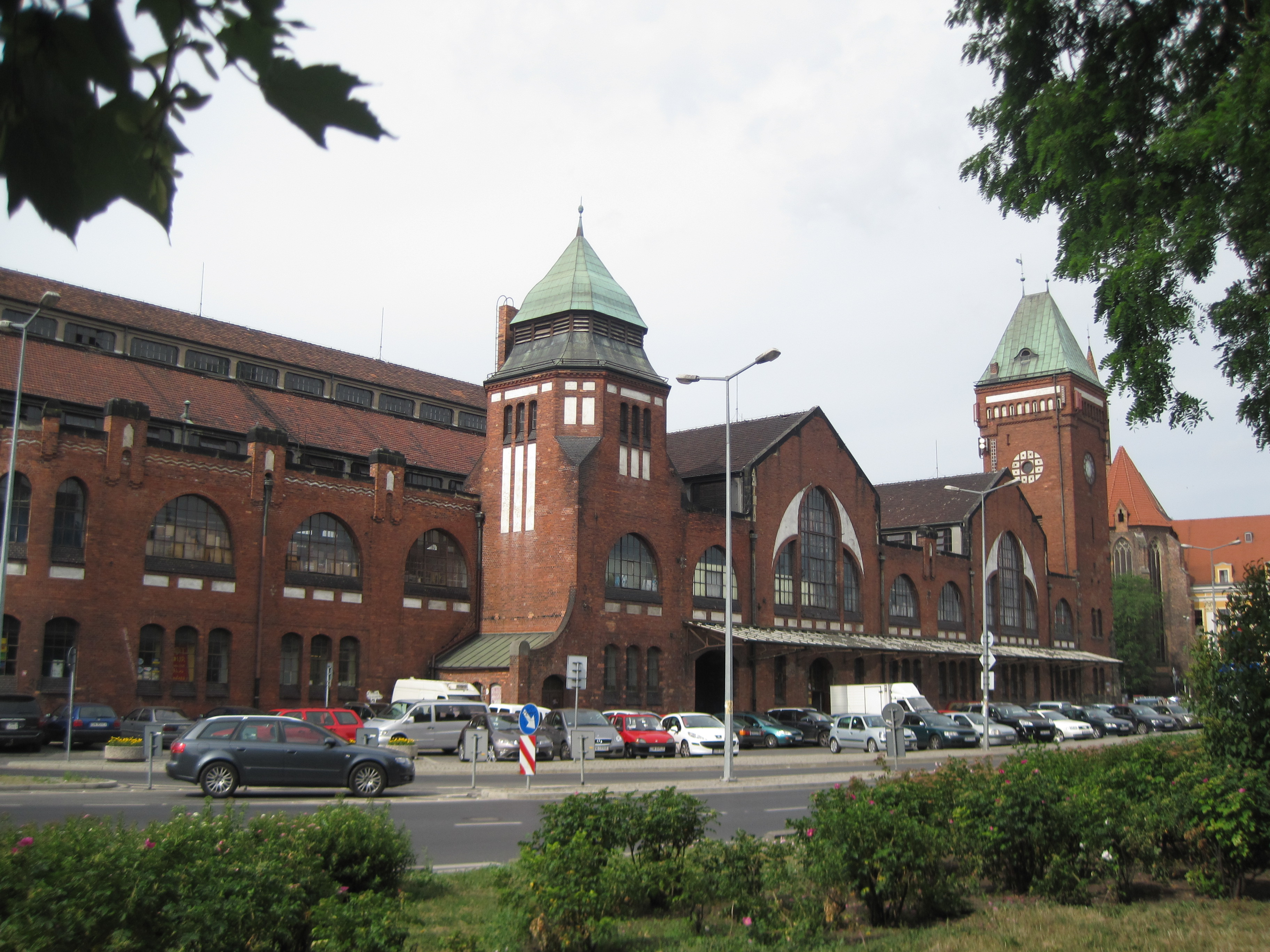
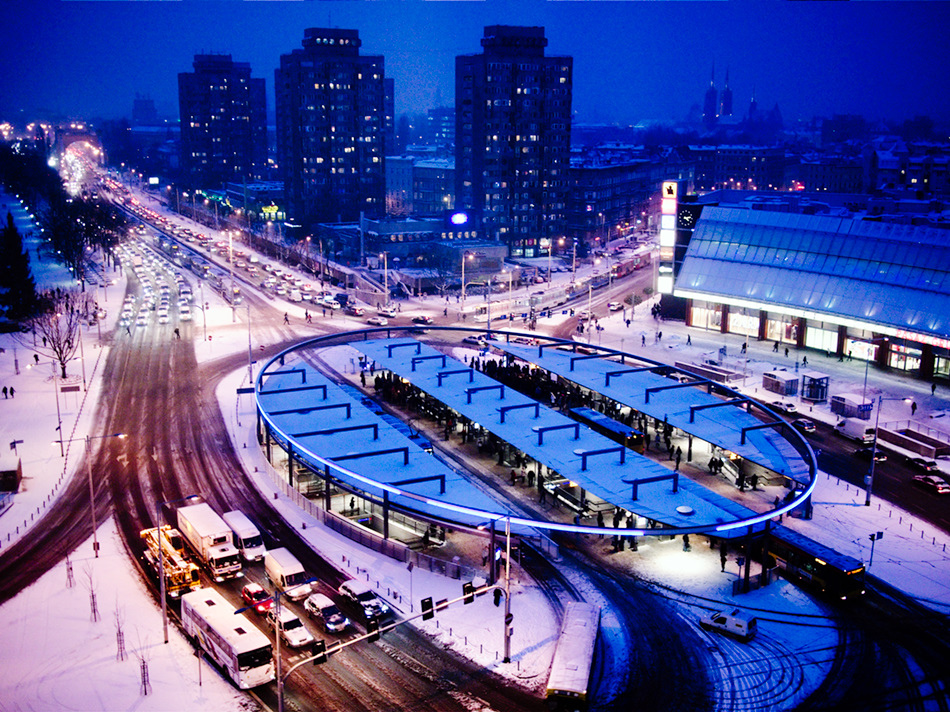
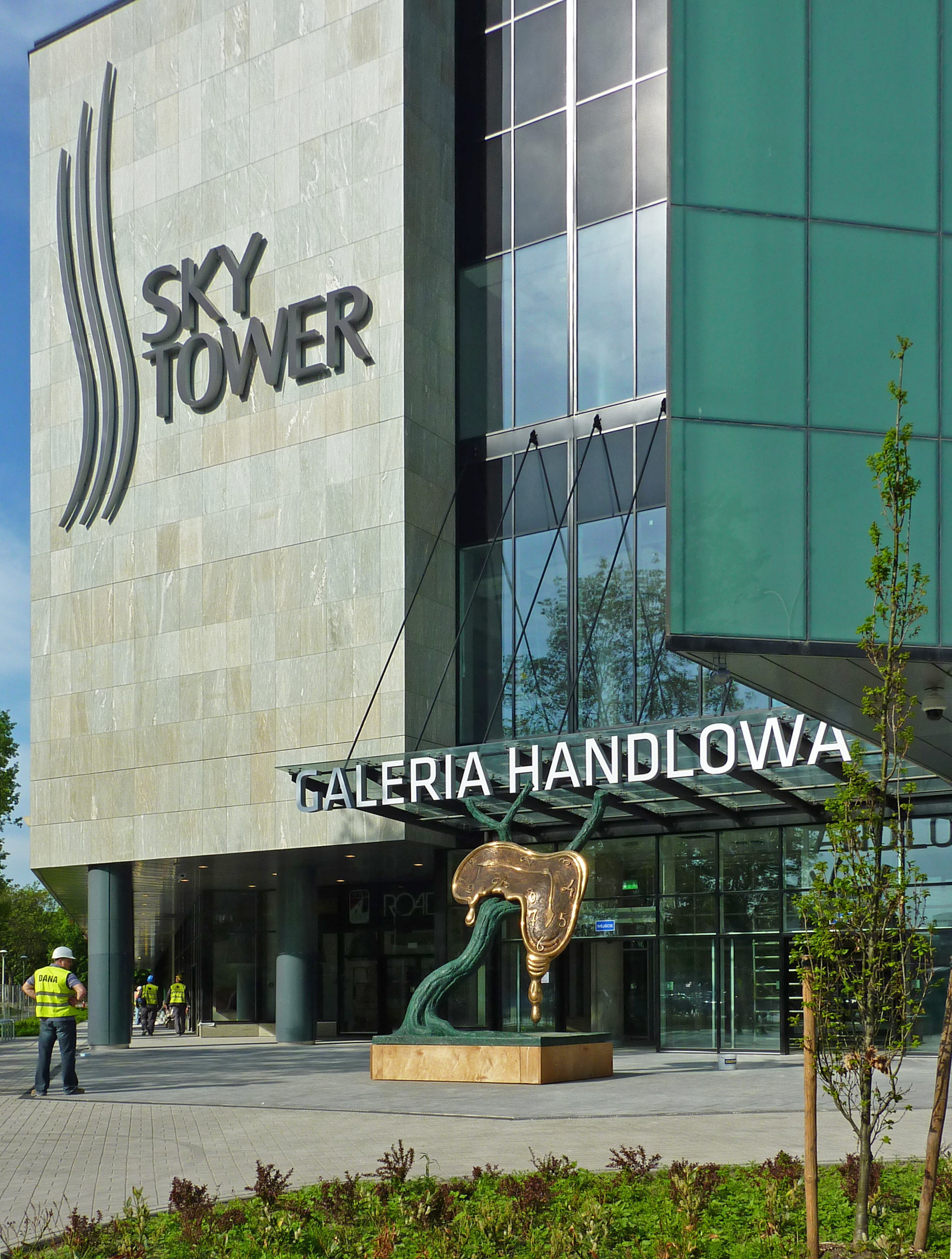
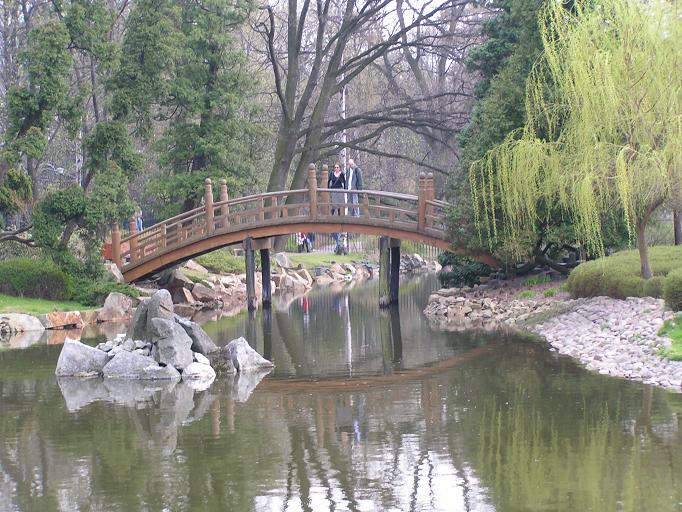
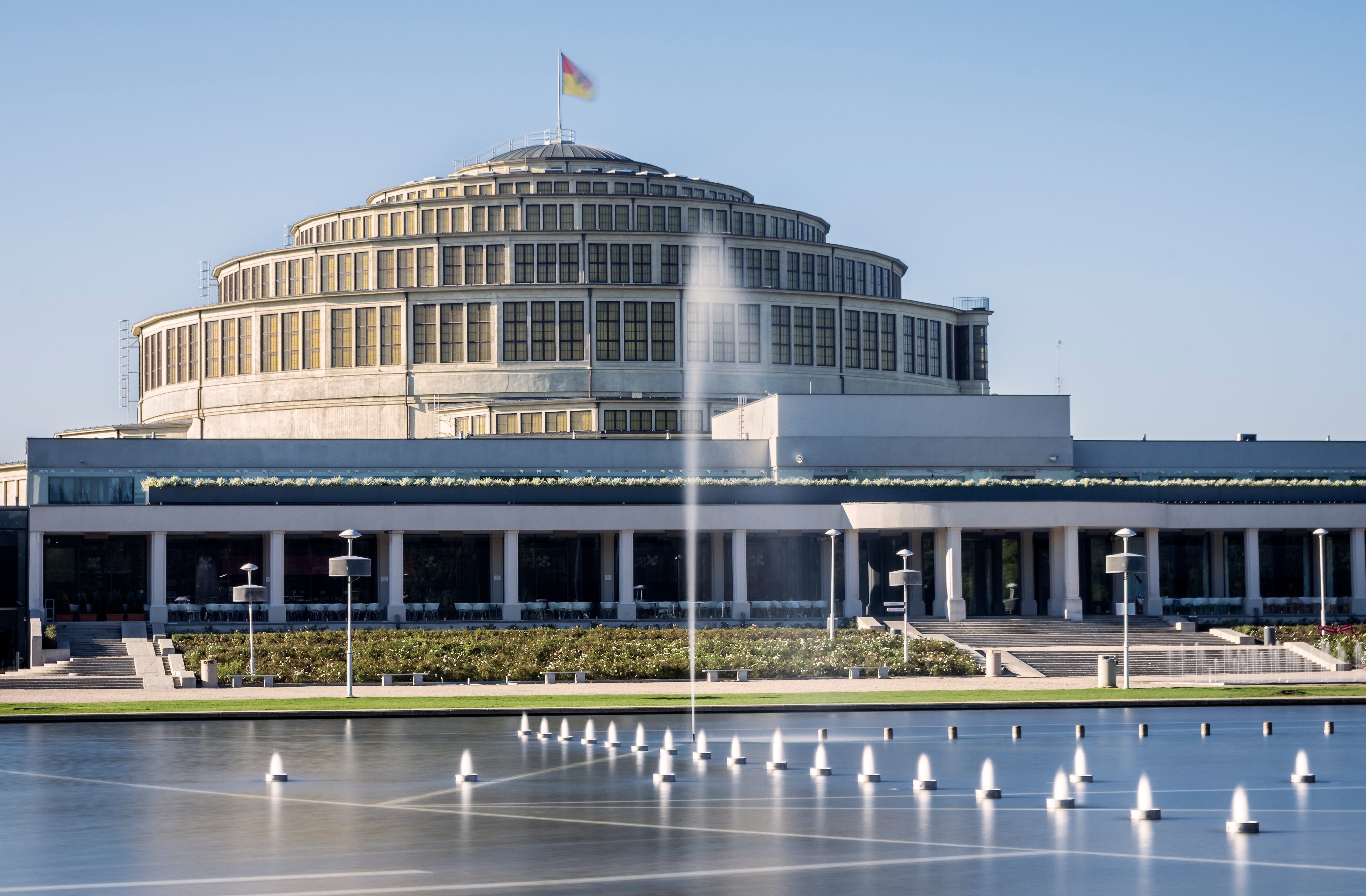
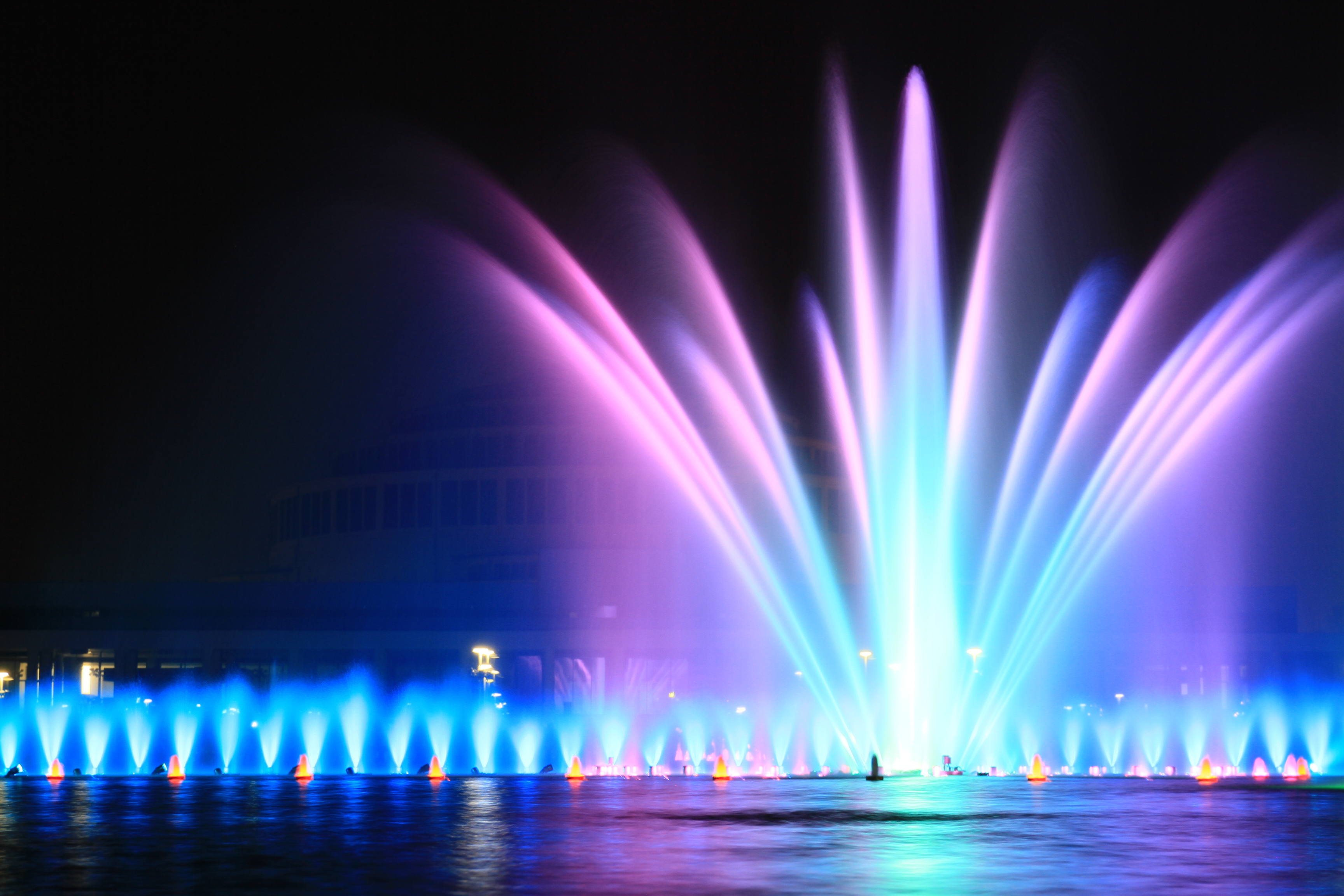
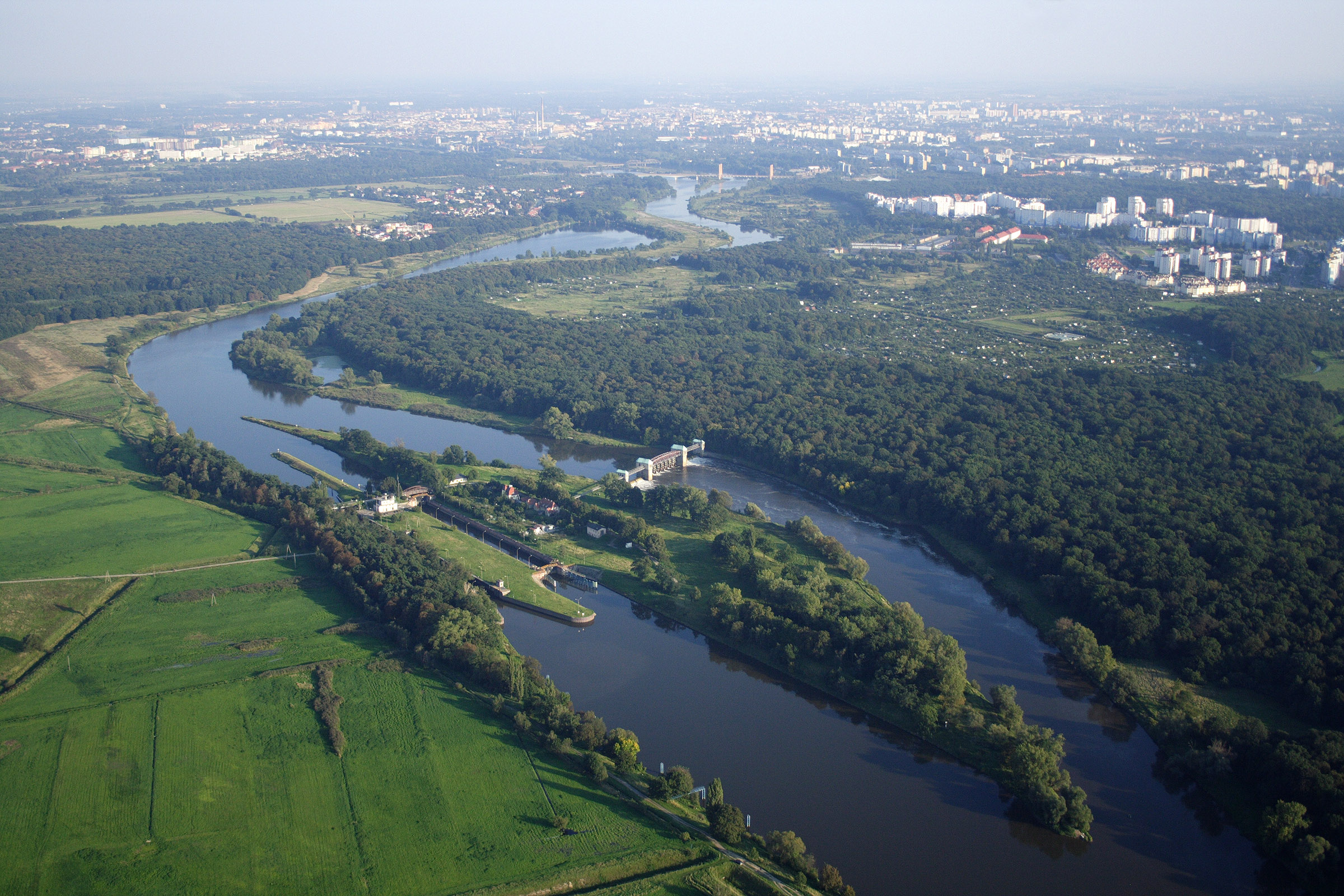
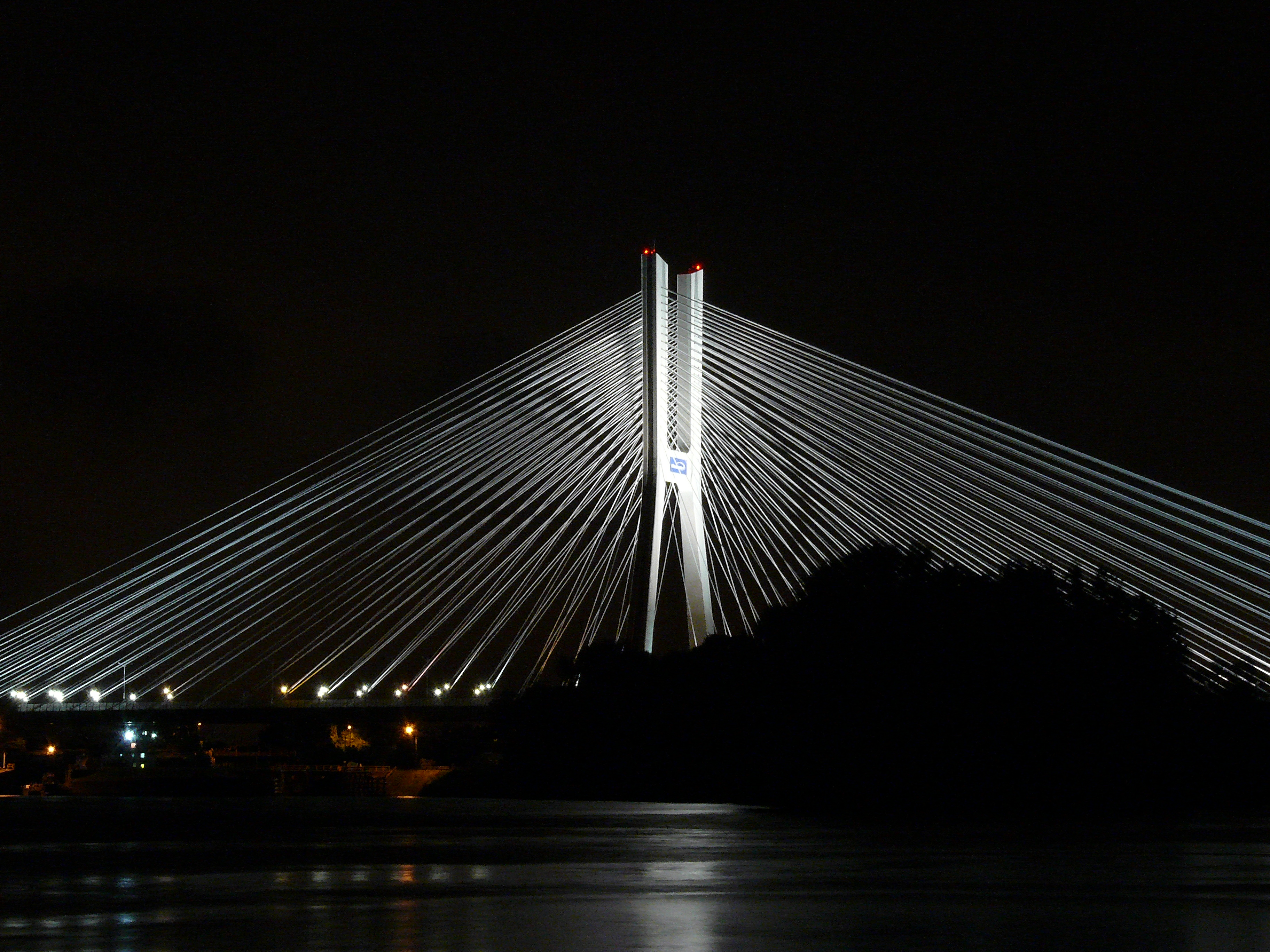
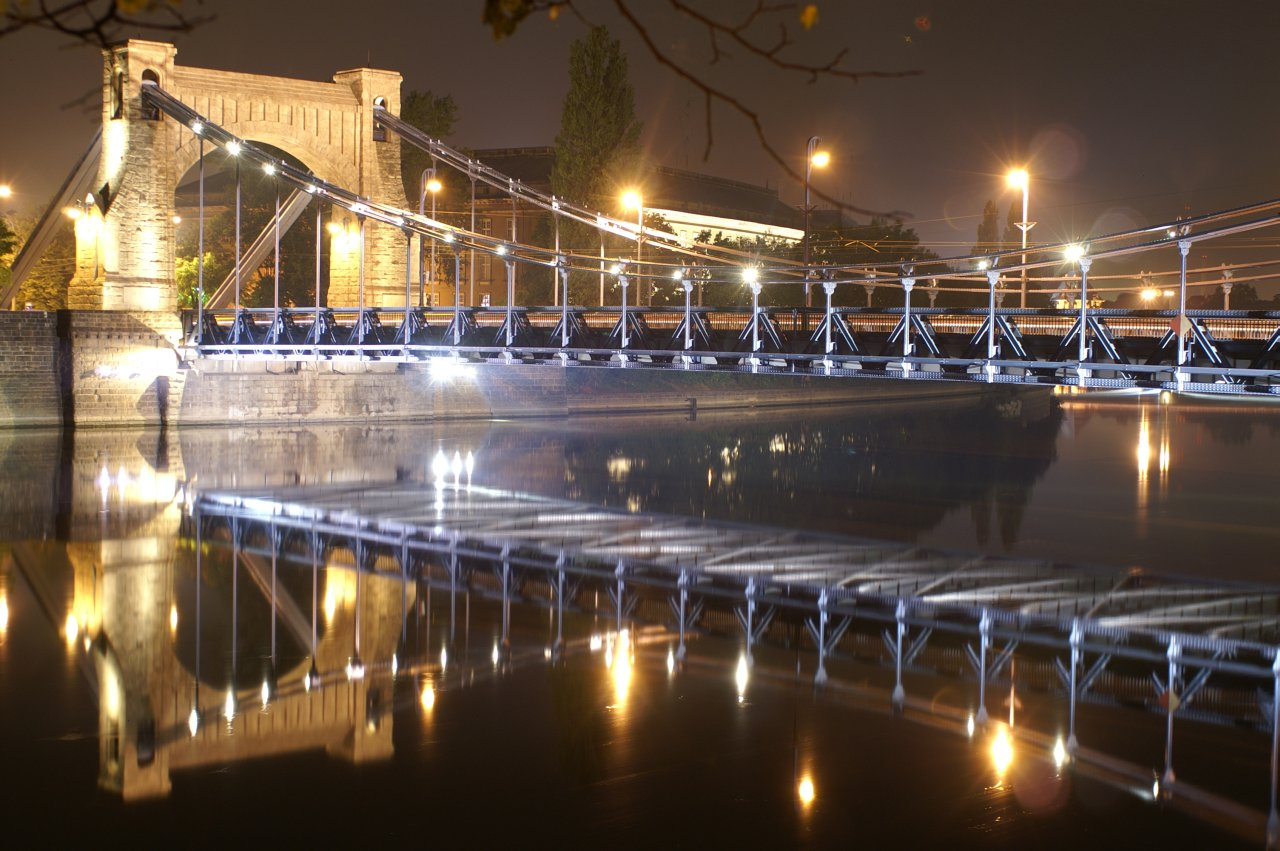
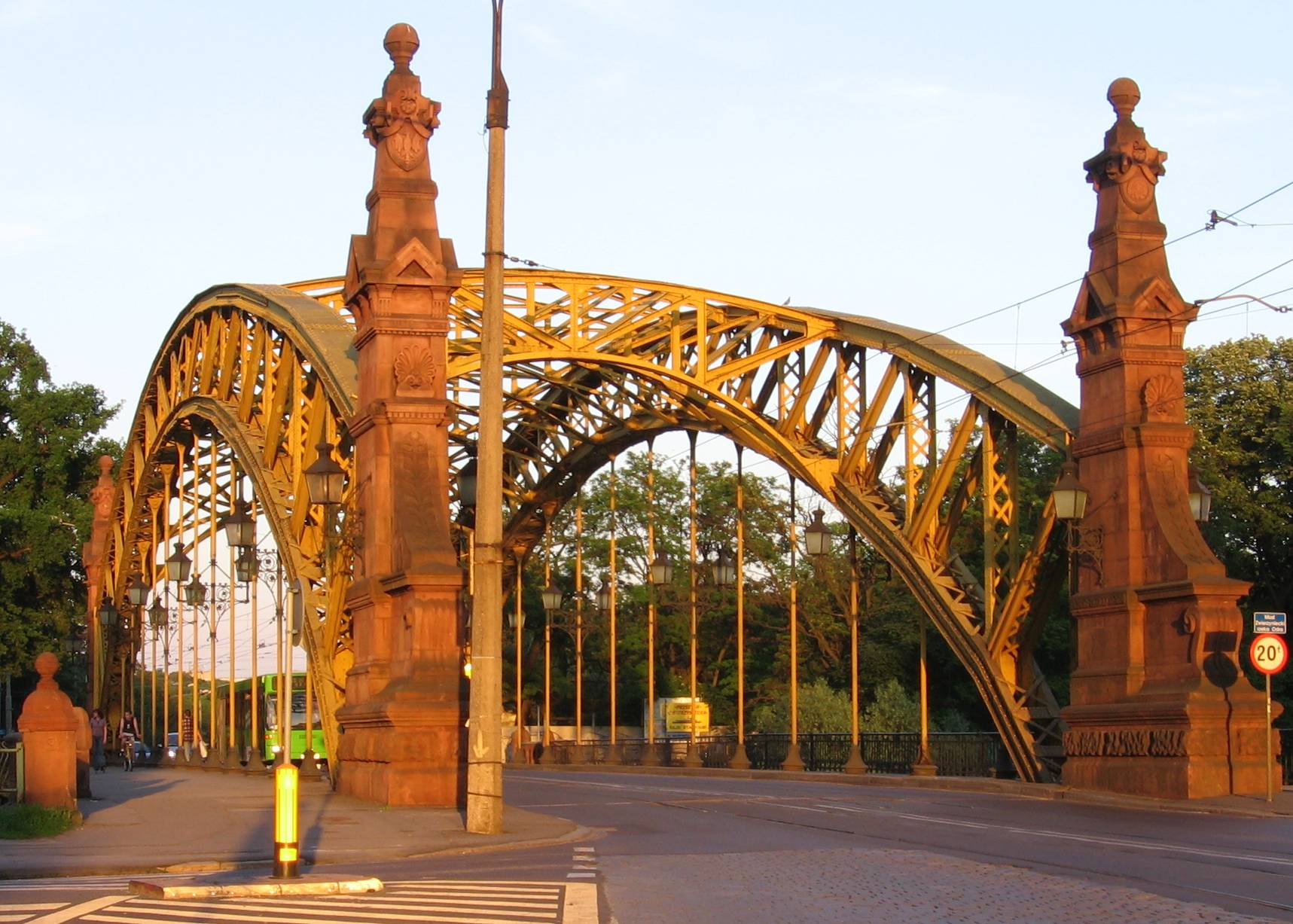
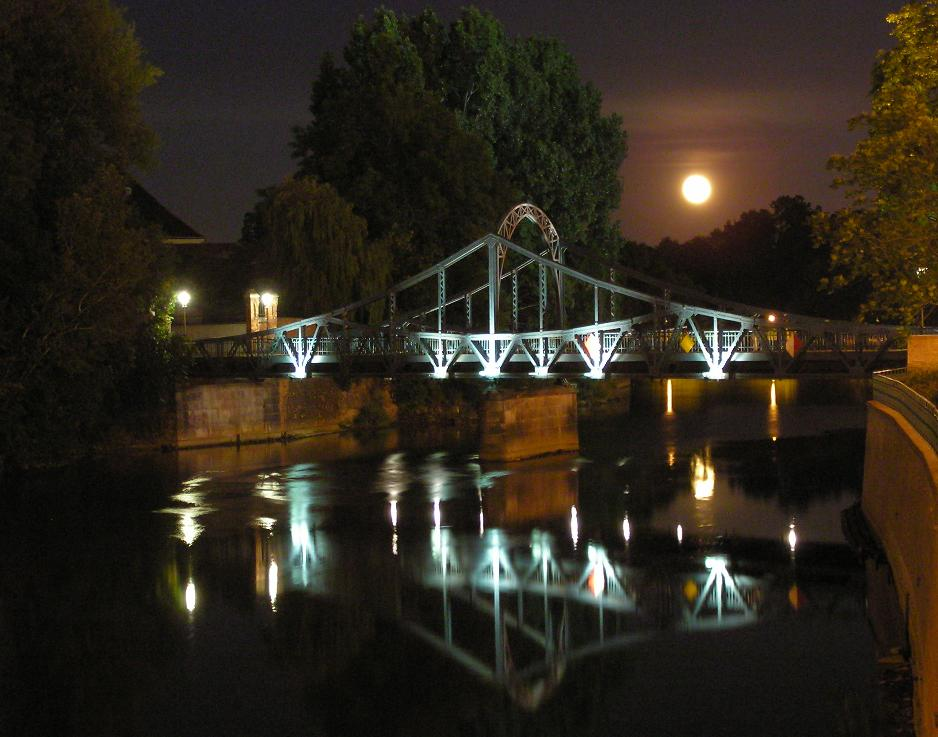
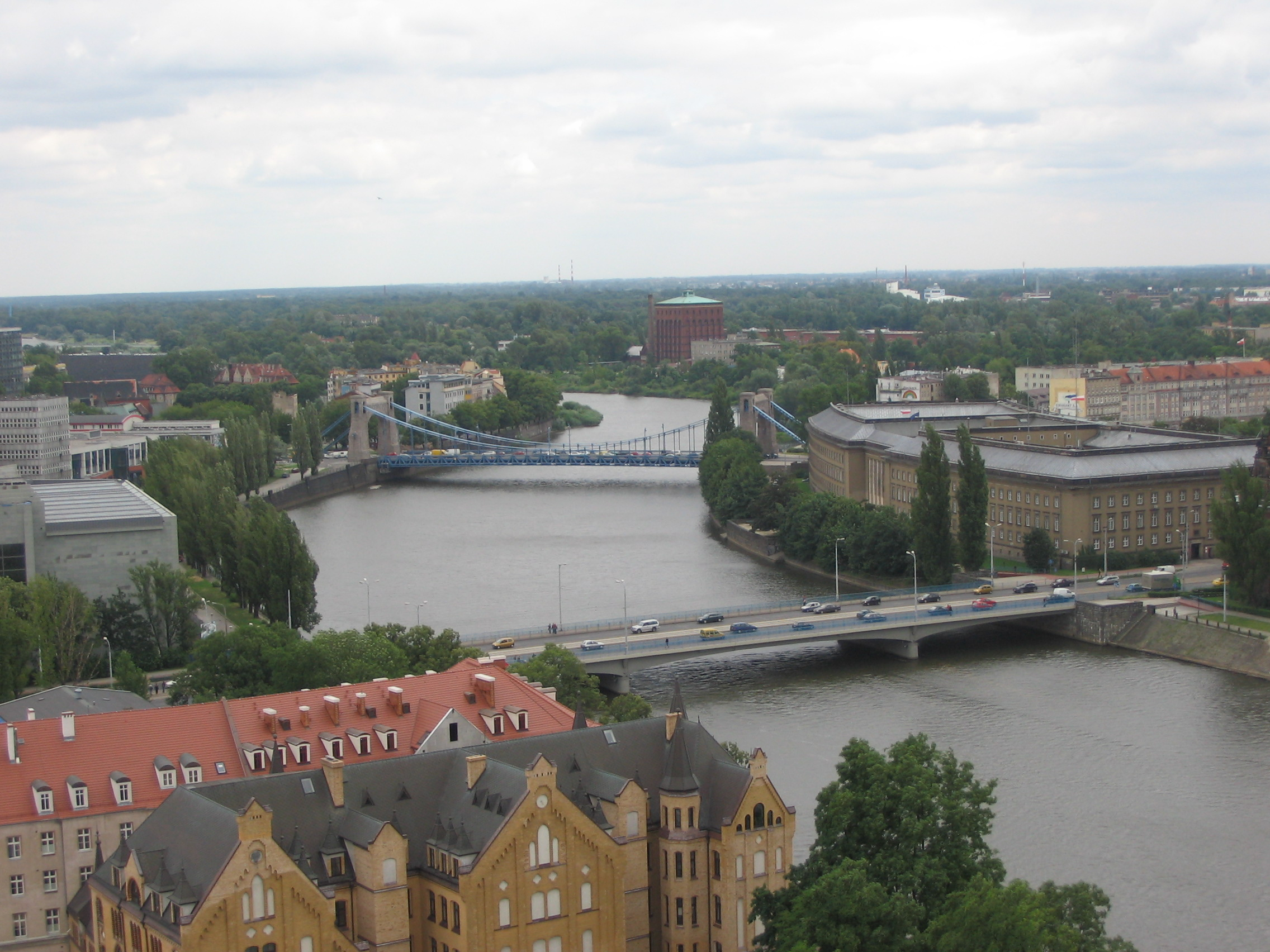
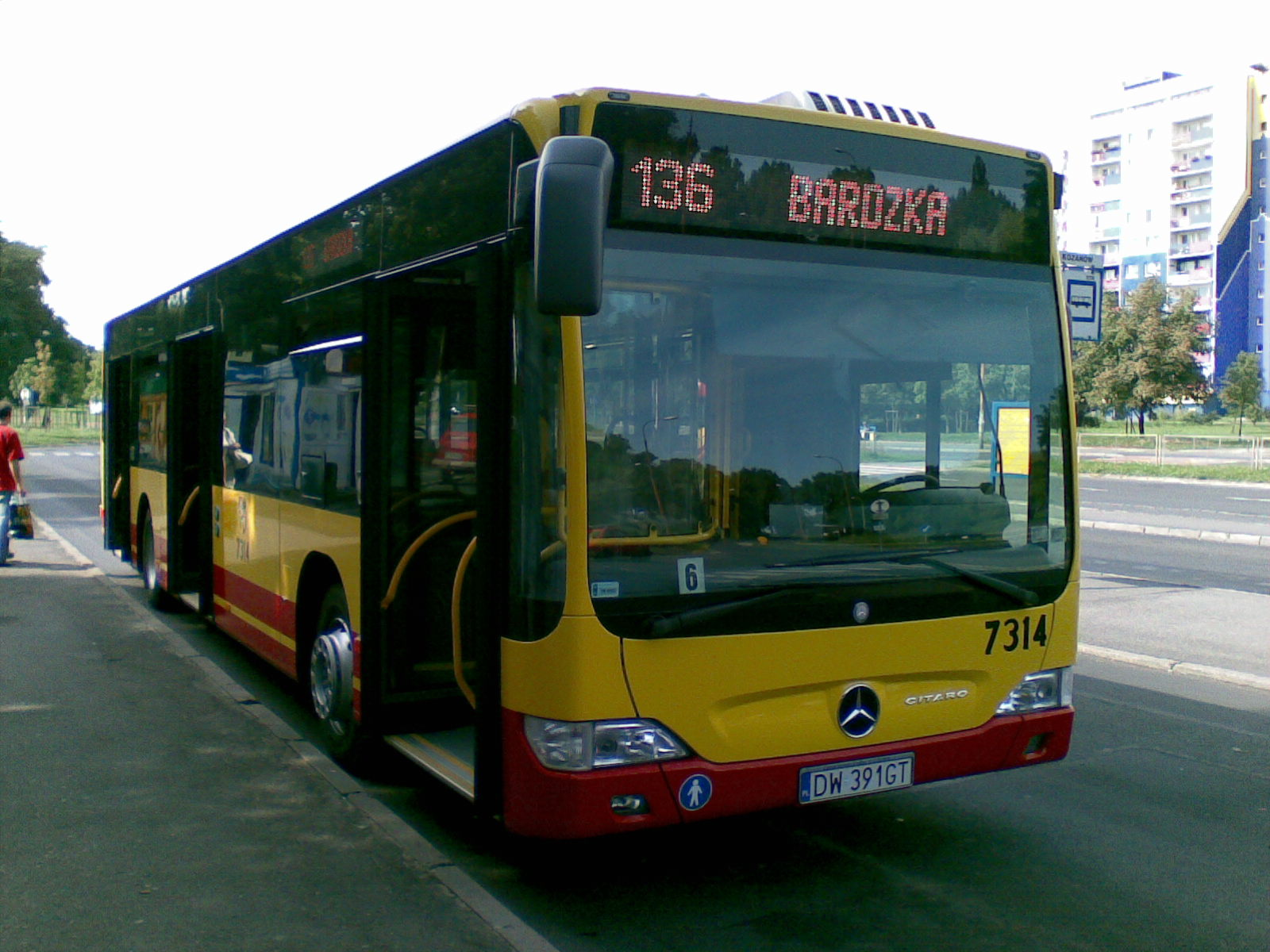
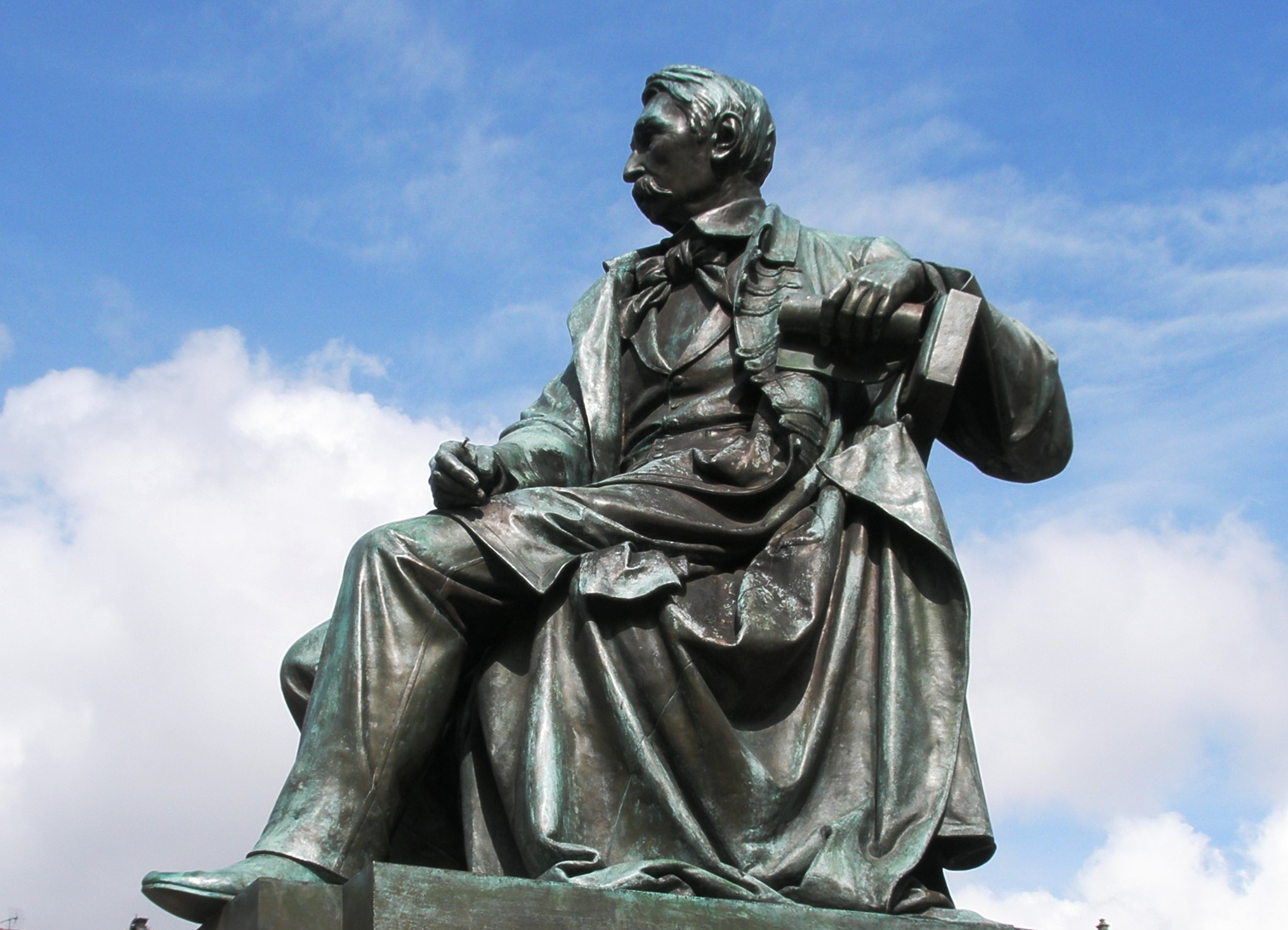
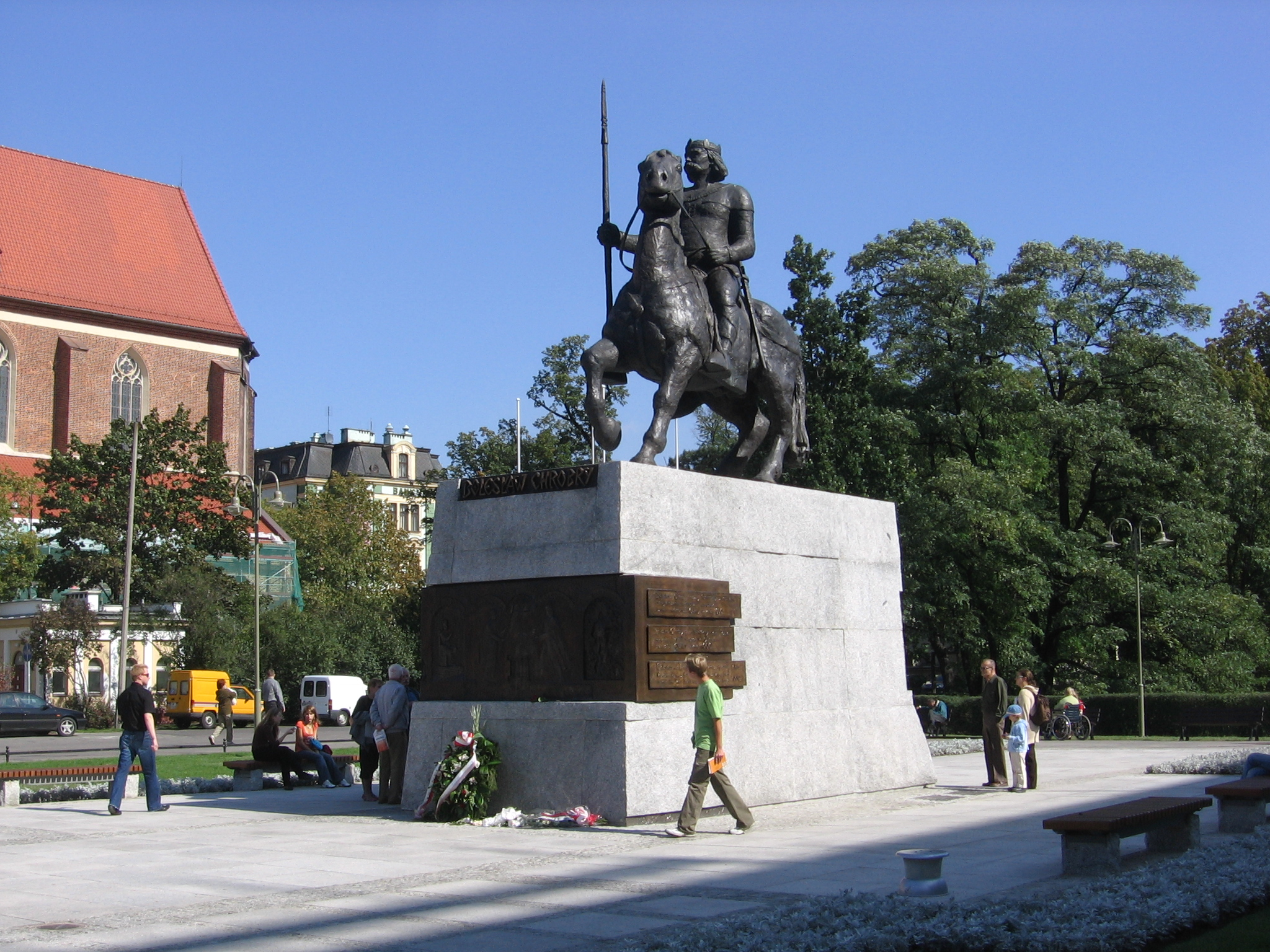